# 下付知駅
下付知駅（しもつけちえき）は、かつて岐阜県恵那郡付知町（現・中津川市）に存在した北恵那鉄道北恵那鉄道線の駅（廃駅）である。北恵那鉄道線の終着駅であった。

## 概要
元々、北恵那鉄道は福澤桃介が経営する大同電力が木曽川に大井ダムを建設する際、付知川から筏を使っての神宮備林の木材輸送が出来なくなってしまうことから、ダム建設の条件として建設された鉄道であり、貨物輸送も多く行なっていた。当駅は付知森林鉄道（名古屋営林局付知営林署が運営していた森林鉄道）下付知停車場と接続しており、木材は付知森林鉄道から北恵那鉄道線を経由し、中津町駅にて中央本線中津川駅へと運搬されていた。

## 歴史
- 1924年（大正13年）8月5日：北恵那鉄道線開通に際し開業。
- 1932年（昭和7年）：付知森林鉄道が開業。下付知停車場が当駅に隣接して設置される。当駅 - 付知間の免許が失効。
- 1959年（昭和34年）：付知森林鉄道廃止。
- 1978年（昭和53年）9月18日：北恵那鉄道線廃止により廃駅。

## 駅施設
木造駅舎が設置され、有人駅であった。下付知駅は付知町の中心地から離れた位置に存在した。当初は下付知駅から付知町の中心地の付知までの計画であったが、用地買収がうまくいかず、1932年（昭和7年）に免許が失効している。
旅客用としては1面1線のホームを有していた。木材運搬用の貨物引込み線や側線、付知森林鉄道の引込み線や貯木場が設置されており、広い構内を有していた。

## 乗客・貨物の推移
| 年度 | 乗車人員 | 降車人員 | 貨物発送トン | 貨物到着トン |
| ---- | -------- | -------- | ------------ | ------------ |
| 1924 | 17,566   | 20,083   | 1,105        | 1,141        |
| 1925 | 42,775   | 41,823   | 11,871       | 4,459        |
| 1926 | 39,581   | 41,174   | 12,374       | 6,131        |
| 1927 | 37,876   | 36,566   | 9,329        | 5,227        |
| 1928 | 34,111   | 33,474   | 16,206       | 4,599        |
| 1929 | 28,654   | 28,615   | 13,728       | 4,284        |
| 1930 | 22,787   | 23,296   | 14,245       | 2,715        |
| 1931 | 16,565   | 16,592   | 13,197       | 1,660        |
| 1932 | 12,748   | 13,074   | 12,183       | 1,194        |
| 1933 | 14,388   | 16,389   | 12,589       | 3,099        |
| 1934 | 12,719   | 14,153   | 14,754       | 1,785        |
| 1935 | 12,709   | 10,848   | 12,486       | 1,035        |
|      |          |          |              |              |
| 1955 | 55,836   | 51,467   | 9,673.2      | 2,436.0      |
| 1956 | 56,030   | 50,821   | 10,057.0     | 3,237.5      |
| 1957 | 57,513   | 52,484   | 7,523.3      | 3,325.6      |
| 1958 | 67,772   | 61,595   | 6,838.4      | 4,229.0      |
| 1959 | 65,111   | 59,359   | 5,527.4      | 4,295.2      |
| 1960 | 68,486   | 30,581   | 4,627.9      | 3,961.7      |
| 1961 | 71,291   | 63,519   | 4,694.0      | 3,880.8      |
| 1962 | 73,830   | 65,773   | 5,431.8      | 4,278.4      |
| 1963 | 85,393   | 75,586   | 5,055.4      | 2,863.6      |
| 1964 | 101,059  | 91,655   | 4,576.9      | 3,196.2      |

- 『岐阜県統計書デジタルアーカイブ』岐阜県より1936-1954年は該当項目なし、1965年以降はネット未公開

## 現在の状況
駅舎は北恵那交通「下付知」バス停の待合所などに使用されていたが、老朽化により2002年1月に解体された。跡地は更地になっている。ホームの周辺は土で埋められたが、ホームの痕跡は確認できる。
廃車されたモ561も「下付知」バス停の待合所に利用されていたが、老朽化のため解体されている。

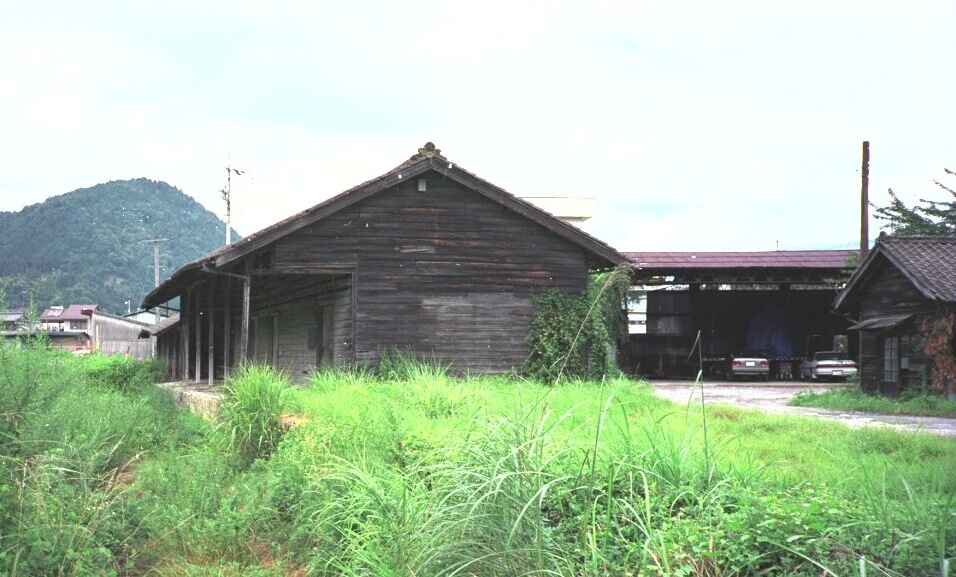
駅構内（1995年、駅舎付近）
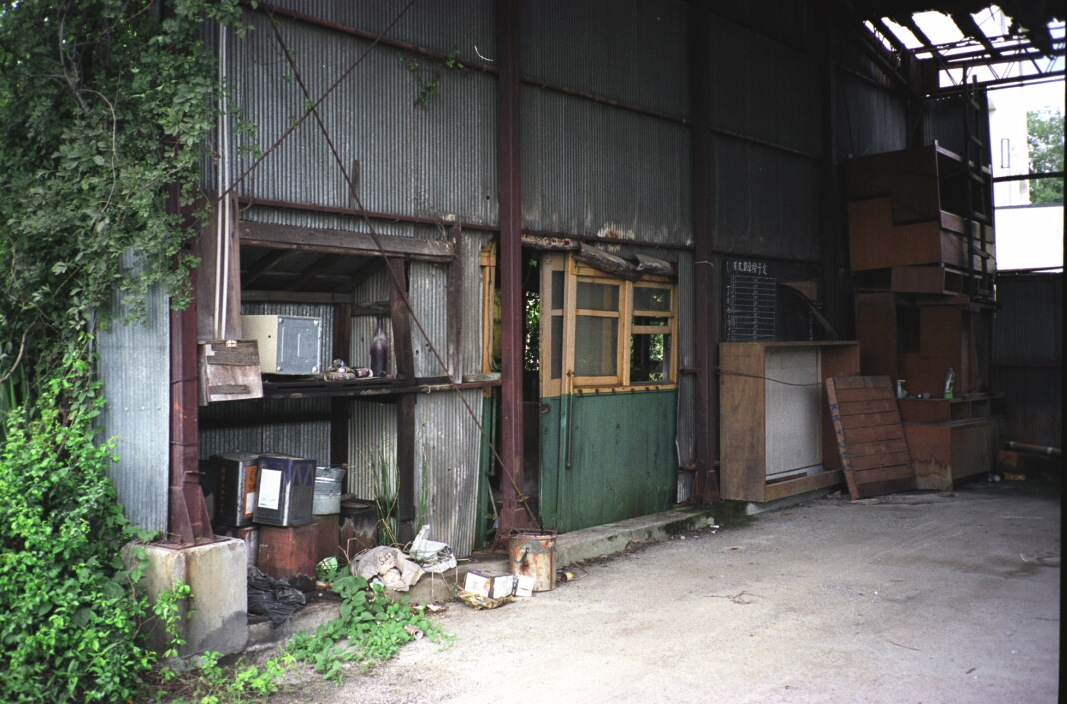
駅構内（1995年、ドア周りは当線を走行した電車の廃車体から転用）
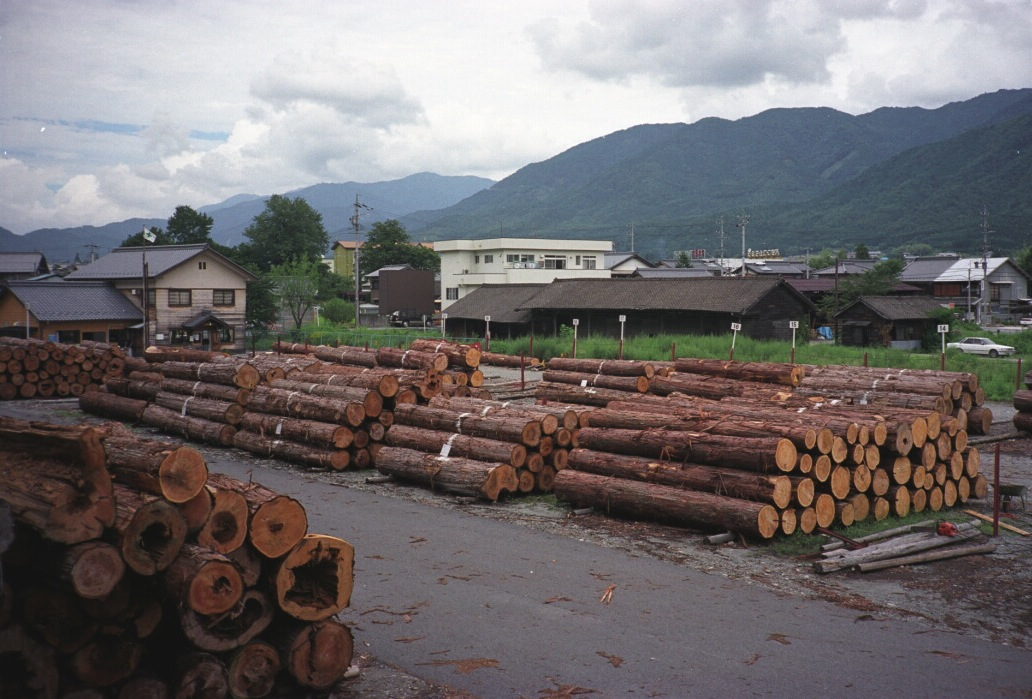
駅構内（1995年、木材置き場）

## 隣の駅
北恵那鉄道
北恵那鉄道線
稲荷橋駅 - 下付知駅